# Список птиц, занесённых в Красную книгу Украины
Птицы, занесённые в Красную книгу Украины, — список из 87 видов птиц, включённых в последнее издание Красной книги Украины (2009). По сравнению с предыдущим изданием (1994), в новый были включены на 20 видов больше. В таблице приведены охранный статус видов согласно Красной книге Украины и критериям Международного союза охраны природы (МСОП).
Обозначения охранного статуса МСОП:
- CR — в критическом состоянии
- EN — под угрозой исчезновения
- LC — минимальный риск
- NT — близкие к переходу в группу угрожаемых
- VU — в уязвимости

Отдельным цветом выделены:
 Новые виды, включённые в издание 2009 года.

## Список
| Иллюстрация                             | Название                                        | Охранный статус в Красной книге Украины / Статус и численность на территории Украины | Охранный статус МСОП | Примечания |
| --------------------------------------- | ----------------------------------------------- | --- | -------------------- | ---------- |
| Отряд Аистообразные (Ciconiiformes)     |                                                 | |                      |            |
|                                         | Жёлтая цапля (Ardeola ralloides)                | Исчезающая Гнездовая, перелётная. На Украине гнездится в низовьях Дуная, Днестра и Днепра, в Крыму (Лебяжьи острова, Восточный Сиваш), на юге Запорожской области (пойма реки Молочной) и в других местах юга Украины. Во время миграций встречается почти на всех водоёмах юга Украины. Крупнейшие колонии в плавнях Дуная, Днестра, Днепра и на Восточном Сиваше, в других местах юга Украины гнездятся отдельные пары и группы из 5-12 пар. | LC                   | [ 3 ]      |
|                                         | Каравайка (Plegadis falcinellus)                | Уязвимая Гнездовая, перелётная. На Украине гнездится на озёрах Кугурлуй, Картал, Китай, острове Малый Татару, в Стенцинско-Жебриянских плавнях, дельтах Днестра и Днепра, верховьях Тилигульского лимана, заводях Ингула, на Лебяжьих островах, Сиваше, в дельте реки Молочной. На территории Украины гнездится около 1,5-2 тысяч пар, крупнейшие колонии в дельте Дуная и на Сиваше. | LC                   | [ 4 ]      |
|                                         | Обыкновенная колпица (Platalea leucorodia)      | Уязвимая Гнездовая, перелётная. На Украине гнездится вдоль Черноморского побережья; залётная в Кировоградской, Днепропетровской, Черкасской, Львовской и других областях. На территории Украины гнездится 200—250 пар. Основная часть популяции гнездится в низовьях Дуная, на Восточном Сиваше, Лебяжьих островах (Крым). | LC                   | [ 5 ]      |
|                                         | Чёрный аист (Ciconia nigra)                     | Редкая Гнездовая, перелётная. На Украине распространена преимущественно на Полесье и в Карпатском регионе, численность достигает 400—450 пар, в том числе: в Волынской области 50—60 пар, Ровненской — 60—70, Львовской — 30—40, Закарпатской — 30—40, Ивано-Франковской — 30—40, Черновицкой — 8—10, Киевской — 25—30, Черниговской — 40—50, Сумской — 10—12. | LC                   | [ 6 ]      |
| Отряд Воробьинообразные (Passeriformes) |                                                 | |                      |            |
|                                         | Альпийская завирушка (Prunella collaris)        | Уязвимая Гнездовая, перелётная. На Украине встречается в Карпатах в пределах Ивано-Франковской и Закарпатской областей. Популяция вида в Украинских Карпатах составляет 190 пар. | LC                   | [ 7 ]      |
|                                         | Белая лазоревка (Parus cyanus)                  | Редкая Оседлая. Гнездится в среднем течении Припяти и Стохода. На Украине известно не более 10 пар. | LC                   | [ 8 ]      |
|                                         | Вертлявая камышовка (Acrocephalus paludicola)   | Исчезающая Гнездовая, перелётная. Гнездится в Волынской, Ровненской, Киевской и Черниговской областях. Численность сейчас оценивается в 3,5—4,1 тыс. самцов. | VU                   | [ 9 ]      |
|                                         | Красноголовый королёк (Regulus ignicapillus)    | Нет оценки Оседлая, кочевая, перелётная. На Украине гнездится в горных местностях Карпат и Крыма, локально встречается в Западном Полесье. Известны залёты в другие регионы. Общая численность оценивается в 400 пар. | LC                   | [ 10 ]     |
|                                         | Красноголовый сорокопут (Lanius senator)        | Редкая Пролётная, возможно гнездовая. На Украине проходит северо-восточная граница ареала. В последние 30 лет вид регистрировали в качестве залётной птицы главным образом в Азово-Черноморском регионе от Дуная на западе до восточных границ Донецкой области, на севере до Луганска. Спорадическое гнездование возможно в Крыму. | LC                   | [ 11 ]     |
|                                         | Пёстрый каменный дрозд (Monticola saxatilis)    | Редкая Гнездовая, перелётная. На Украине в настоящее время гнездится в горах Крыма и Карпатах. В Крыму гнездится около 100 пар, в Карпатах — 750—800. | LC                   | [ 12 ]     |
|                                         | Розовый скворец (Sturnus roseus)                | Редкая Гнездовая, перелётная. На Украине встречается главным образом в юго-восточных районах степной зоны и в Крыму, но случаи гнездования регистрировали в центральных и даже северных областях страны. Залёты отмечали во многих областях Украины. Численность колеблется в пределах нескольких тысяч пар. | LC                   | [ 13 ]     |
|                                         | Серый малый жаворонок (Calandrella rufescens)   | Нет оценки Гнездовая, перелётная, зимующая. На Украине гнездится в Причерноморье, северо-западном Приазовье, северной части Крыма; зимует в Присивашье. Численность составляет около 200—2000 пар при сокращении за десятилетие на 20 %. | LC                   | [ 14 ]     |
|                                         | Серый сорокопут (Lanius excubitor)              | Редкая Оседлая, кочевая, зимующая. Гнездится во всех полесских и прикарпатских областях, а также в Полтавской, Хмельницкой и Винницкой областях. Гнездится 500—1200 пар. Наблюдается заметное увеличение численности в Полесье и значительное расширение гнездовой части ареала. В осенне-зимний период встречается на всей территории Украины. | LC                   | [ 15 ]     |
|                                         | Черноголовая овсянка (Emberiza melanocephala)   | Редкая Гнездовая, перелётная. Современный ареал в Крыму охватывает весь Керченский полуостров. Отдельные пары отмечены на побережье в Запорожской, Херсонской областях и в степях Крыма. Численность составляет 150—200 пар. | LC                   | [ 16 ]     |
| Отряд Голубеобразные (Columbiformes)    |                                                 | |                      |            |
|                                         | Клинтух (Columba oenas)                         | Уязвимая Гнездовая, перелётная, зимующая. Распространена в Карпатах, Полесье, частично в лесостепной зоне, Крымских горах и, возможно, поймах Дуная. Немногочисленная в большинстве районов Полесья и Крыма, редкая — в лесостепной зоне. Общая численность гнездовых птиц на Украине не более 8—12 тыс. пар. | LC                   | [ 17 ]     |
| Отряд Гусеобразные (Anseriformes)       |                                                 | |                      |            |
|                                         | Белоглазый нырок (Aythya nyroca)                | Уязвимая Гнездовая, перелётная, зимующая. Распространена на всей территории Украины, но места массового гнездования расположены только в Одесской области: на озёрах Катлабух и Кугурлуй, а также Стенцивских плавнях гнездится 0,5—1 тыс. пар, а также на Восточном Сиваше — 45—50 пар, в Западной Украине — до 40 пар, в других местах гнездятся отдельные пары и небольшие группы по 3-5 пар. В прошлом вид был многочисленным в плавнях больших рек. Места зимовки небольшой части популяции размещены на побережье Чёрного моря.                                                                              | NT                   | [ 18 ]     |
|                                         | Краснозобая казарка (Rufibrenta ruficollis)     | Уязвимая На Украине встречается только во время миграций и зимовки. Главный пролётный путь проходит вдоль Азово-Черноморского побережья. Часть популяции зимует в дельте Дуная, Черноморском биосферном заповеднике, в Молочном и Утлюцком лиманах и в Крыму. В конце 1980-х годах во время миграции на Украине регистрировали около 40 тыс. птиц, в начале XXI века — до 100 тыс. птиц. На зимовку в 1980-х годах оставалось 60-300, изредка 1,2 тыс. птиц. Общая численность сейчас составляет более 15 тыс. птиц.                                                                                               | EN                   | [ 19 ]     |
|                                         | Красноносый нырок (Netta rufina)                | Редкая Гнездовая, перелётная, зимующая. Редкая гнездовая птица степной полосы приморских районов Азово-Черноморского региона. Стабильные гнездовые очаги находятся в нижнем течении Дуная, на Сиваше, озёрах Нижнего Днестра. Украинская гнездовая популяция колеблется в пределах 150—550 пар и на сегодня имеет тенденцию к снижению. | LC                   | [ 20 ]     |
|                                         | Малый лебедь (Cygnus bewickii)                  | Редкая На Украине отдельные особи зимуют на северном побережье Азовского моря (Молочный лиман, Обиточный залив). Известны залёты в Полтавскую, Волынскую и другие области. | LC                   | [ 21 ]     |
|                                         | Обыкновенная гага (Somateria mollissima)        | Уязвимая Оседлая, кочевая. На Украине гнездится на островах Ягорлыцкого, Тендровского и Джарылгаческого заливов, на Кинбурнской косе и острове Березань. В указанных районах, а также в прибрежной зоне Одесской области, и очень редко в украинской части дельты Дуная зимует часть популяции. На островах Ягорлицкого и Тендровского заливов Черноморского биосферного заповедника гнездится 1,2—2 тыс. пар, в РЛП «Кинбурнская коса» — около 100 пар, в других местах — единичные пары. В последние годы численность уменьшается.                                                                               | LC                   | [ 22 ]     |
|                                         | Обыкновенный гоголь (Bucephala clangula)        | Редкая Гнездовая, перелётная, зимующая. На Украине гнездится группами на севере Ровненской области и, возможно, на Шацких озёрах, а также на Днепре. | LC                   | [ 23 ]     |
|                                         | Огарь (Tadorna ferruginea)                      | Уязвимая Гнездовая, перелётная, зимующая. На Украине гнездится на северном побережье Чёрного и Азовского морей, в Крыму и в восточной части Луганской области. Залёты зарегистрированы в Западной Украине, средней части бассейна Днепра, на Дунае. Зимует на ставках биосферного заповедника «Аскания-Нова», иногда на Азовском побережье. Численность не превышает 340—360 пар, больше всего на востоке Крыма и на востоке Луганской области. В конце XX века численность вида стабилизировалась и в последние годы несколько возрастает.                                                                        | LC                   | [ 24 ]     |
|                                         | Пискулька (Anser erythropus)                    | Уязвимая Гнездовой ареал охватывает внутреннюю тундру и лесотундру Евразии от Норвегии до Чукотского хребта. На Украине во время миграций изредка встречается по всей территории, регулярнее в северо-западном Приазовье, где иногда может оставаться и на зимовку. Также изредка зимует в южной части Сиваша (Крым). | VU                   | [ 25 ]     |
|                                         | Савка (Oxyura leucocephala)                     | Исчезающая На Украине границы ареала не установлены. Редкая залётная. Чаще всего обнаруживались в Крыму (Сиваш), южной части Запорожской области, реже — в Днепропетровской, Полтавской, Харьковской, Закарпатской и Волынской областях. В первой половине XX века гнездилась в плавнях Днепра (между Запорожьем и Никополе). Единичные особи и небольшие стаи зимуют в Азово-Черноморском регионе. На Украине, возможно, отдельные пары изредка гнездятся на малых реках Северного Приазовья. | EN                   | [ 26 ]     |
|                                         | Серая утка (Anas strepera)                      | Редкая Гнездовая, перелётная, изредка зимующая. На Украине гнездовой ареал мозаичный: охватывает долины Днестра, Днепра, Припяти, дельту Дуная, северное побережье Азовского и Чёрного морей. Современная численность вида на Украине колеблется в пределах 650—1400 пар. Резкое сокращение произошло на островах Черноморского заповедника, по берегам большинства лиманов Азово-Черноморского побережья, а также на Полесье. | LC                   | [ 27 ]     |
|                                         | Средний крохаль (Mergus serrator)               | Уязвимая Гнездовая, перелётная, зимующая. Гнездится на островах и косах Чёрного и Азовского морей. В Черноморском биосферном заповеднике в 1970—1980 годах гнездилось до 900 пар, в 2005—2009 годах — не более 15-40 пар. Ещё до 100 пар гнездится вокруг заповедника, 16-46 пар на Лебяжьих островах (Крым), около 70 пар на островах Джарылгачского залива, около 10 гнездится на Обиточной косе. | LC                   | [ 28 ]     |
| Отряд Дятлообразные (Piciformes)        |                                                 | |                      |            |
|                                         | Белоспинный дятел (Dendrocopos leucotos)        | Редкая Оседлая, кочевая птица. На Украине распространена относительно мозаично, чаще всего встречается в Расточье, Восточных Карпатах, Западном и Житомирском Полесье и на северо-востоке страны. Численность оценена в пределах 570—930 пар. | LC                   | [ 29 ]     |
|                                         | Зелёный дятел (Picus viridis)                   | Уязвимая Оседлая, кочевая птица. На Украине гнездится на Полесье, в западных районах и, спорадически, в низовьях Дуная и Днестра. Численность составляет около 500—800 пар, наблюдается её сокращение. | LC                   | [ 30 ]     |
|                                         | Трёхпалый дятел (Picoides tridactylus)          | Уязвимая Оседлая. На Украине гнездится в Карпатах и с 2004 года на Полесье (леса севера Житомирской, Ровненской и Волынской областей). Численность составляет 300—320 пар. | LC                   | [ 31 ]     |
| Отряд Журавлеобразные (Gruiformes)      |                                                 | |                      |            |
|                                         | Дрофа (Otis tarda)                              | Исчезающая Оседлая, кочевая, перелётная. Гнездится в степной части Левобережья, включая Крым; зимует в сухостепной зоне Левобережья. Зимние скопления — в Херсонской и Запорожской областях, Керченском полуострове. Численность в гнездовой период до 850 особей (150—200 гнездящихся самок), зимой до 12,4 тысяч особей. | VU                   | [ 32 ]     |
|                                         | Журавль-красавка (Grus virgo)                   | Исчезающая Гнездовая, перелётная. Гнездится в Херсонской, Днепропетровской, Донецкой, Запорожской областях и степной зоне Крыма. Численность на Украине в гнездовой период 600—700 особей (200—250 гнездящихся пар), в предмиграционный период до 1000 особей. | LC                   | [ 33 ]     |
|                                         | Серый журавль (Grus grus)                       | Редкая Гнездовая, перелётная, изредка зимующая. На территории Украины гнездится на Полесье, иногда в заболоченных долинах рек Левобережной лесостепи. Во время сезонных миграций встречается по всей территории, концентрируется в Присивашье. Гнездится, вероятно, от 500—600 до 700—850 пар. | LC                   | [ 34 ]     |
|                                         | Стрепет (Tetrax tetrax)                         | Исчезающая На Украине оседлый вид на Керченском полуострове (Крым); мигрирует и зимует в Присивашье, степной зоне Крыма, северо-западном Приазовье. Численность в гнездовой период — 30—50 особей (возможно гнездование 5—7 самок), зимой, вероятно, до 70—80 особей. | NT                   | [ 35 ]     |
| Отряд Курообразные (Galliformes)        |                                                 | |                      |            |
|                                         | Глухарь (Tetrao urogallus)                      | Исчезающая Оседлая. На Украине встречается на Полесье и в Карпатах. Популяция насчитывает примерно 3000 особей, в том числе в Карпатском биосферном заповеднике — примерно 300. Численность за последние десятилетия сильно сократилась. | LC                   | [ 36 ]     |
|                                         | Рябчик (Tetrastes bonasia)                      | Уязвимая Оседлая. На Украине распространена в Полесье, Расточье, Карпатах и местами на севере лесостепной полосы. В начале 1970-х годов насчитывалось около 38—42 тыс., в 2007 году — 22,5 тыс. особей. | LC                   | [ 37 ]     |
|                                         | Тетерев-косач (Lyrurus tetrix)                  | Исчезающая Оседлая. На Украине распространена на Полесье, в Карпатах и на севере лесостепной полосы. В начале 1970 годов насчитывалось около 66,6 тыс., в 2007 году — 13,3 тыс. особей. Наибольшая численность вида в Житомирской области (ок. 3400 особей в 2007 году). | LC                   | [ 38 ]     |
| Отряд Пеликанообразные (Pelecaniformes) |                                                 | |                      |            |
|                                         | Длинноносый баклан (Phalacrocorax aristotelis)  | Исчезающая Оседлая, кочевая. На Украине редкая гнездовая птица на морском побережье Крыма (полуостров Тарханкут южное побережье, юг Керченского полуострова). Гнездятся около 850—900 пар, в том числе около 500 пар на Тарханкуте. | LC                   | [ 39 ]     |
|                                         | Кудрявый пеликан (Pelecanus crispus)            | Исчезающая Перелётная птица. В пределах Украины иногда гнездится на придунайских озёрах Кугурлуй и Картал, в 2000 году была попытка (неудачная) размножения в Дунайском биосферном заповеднике. В 2009 году загнездился на Азовском побережье (Кривая Коса). | VU                   | [ 40 ]     |
|                                         | Малый баклан (Phalacrocorax pygmaeus)           | Исчезающая Гнездовая, перелётная, зимующая птица. Гнездится на Азово-Черноморском побережье, преимущественно в устьях Дуная, Днестра, Днепра и на Восточном Сиваше (Крым), небольшие поселения есть в других местах на юге Украины. С конца 1990-х годов заметно увеличилась численность и новые территории. Изредка встречаются на севере, в частности в Киевской области, и на Закарпатье. В начале XXI века на Украине, преимущественно в Придунавье, насчитывалось до 2 тыс. гнездящихся пар. | NT                   | [ 41 ]     |
|                                         | Розовый пеликан (Pelecanus onocrotalus)         | Исчезающая Гнездовая, перелётная птица. В 1-й половине XX века небольшие колонии существовали в низовьях рек, впадающих в Чёрное и Азовское моря. После Второй мировой войны гнездований на территории Украины не наблюдалось, но начиная с 2000 года одиночные гнёзда время от времени проявляются в Дунайском биосферном заповеднике в украинской части дельты Дуная. Во время миграции и летом встречается в дельте Дуная и на придунайских водоемах, на лиманах в междуречье Днестра и Днепра, в районе Черноморского биосферного заповедника, у берегов Крымского полуострова, местами на азовском побережье. | LC                   | [ 42 ]     |
| Отряд Ракшеобразные (Coraciiformes)     |                                                 | |                      |            |
|                                         | Сизоворонка (Coracias garrulus)                 | Исчезающая Гнездовая перелётная птица. До 1970-х годов гнездилась по всей территории Украины. Сейчас стала очень редкой или исчезла в большинстве районов Полесья и лесостепи; в степной полосе многочисленнее. Численность ориентировочно составляет 4—5 тыс. пар и сохраняется общая тенденция к снижению. | NT                   | [ 43 ]     |
| Отряд Ржанкообразные (Charadriiformes)  |                                                 | |                      |            |
|                                         | Авдотка (Burhinus oedicnemus)                   | Нет оценки Гнездовая перелётная птица. На Украине гнездится, возможно, на большей части территории, достоверно — в сухостепной зоне, а на севере — вдоль больших рек. Для большинства территории Украины численность не определена. В Крыму на севере Керченского полуострова одна пара встречается на 1,4—2 км², местами вдоль Сиваша — на 0,8—1 км². | LC                   | [ 44 ]     |
|                                         | Большой кроншнеп (Numenius arquata)             | Исчезающая На Украине гнездовая, перелётная, зимующая птица. Крупнейшие гнездовые поселения — на Полесье. В небольшом количестве гнездится на побережье Чёрного и Азовского морей. Во время миграций встречается на всей территории Украины, в зимний период — на Азово-Черноморском побережье. Гнездовая популяция не превышает 100 пар. | NT                   | [ 45 ]     |
|                                         | Галстучник (Charadrius hiaticula)               | Редкая Гнездовая перелётная птица. На Украине гнездится на границе с Белоруссией. На гнездовании обнаружена с 1995 года. Численность составляет лишь 9—14 пар. Во время миграций встречаются по всей стране, более многочисленна вдоль крупных рек и морского побережья. | LC                   | [ 46 ]     |
|                                         | Дупель (Gallinago media)                        | Исчезающая Гнездовая, перелётная птица. Сейчас почти вся популяция сконцентрирована в Полесье в долинах Днепра, Десны и Припяти. Достоверно гнездится в Киевской, Черниговской, Сумской, Житомирской, Волынской и Ровненской областях. Численность составляет 500—700 пар. | NT                   | [ 47 ]     |
|                                         | Кулик-сорока (Haematopus ostralegus)            | Уязвимая Гнездовая, перелётная птица. Гнездится на Азово-Черноморском побережье, в долинах Днепра, Десны и Припяти. Общая численность на Украине составляет около 650—800 пар. | LC                   | [ 48 ]     |
|                                         | Луговая тиркушка (Glareola pratincola)          | Редкая Гнездовая, перелётная птица. На Украине распространена в Азово-Черноморском регионе от Дуная до восточных границ страны. Насчитывается около 400 пар. Основные поселения расположены в Присивашье (Херсонская область и Крым), менее значительные — на юге Запорожской и Донецкой областей и на западе Керченского полуострова (Крым). | NT                   | [ 49 ]     |
|                                         | Малая крачка (Sterna albifrons)                 | Редкая Гнездовая, перелётная птица. На Украине гнездится вдоль Азово-Черноморского побережья, в бассейнах крупных рек, на берегах озёр. Численность составляет 2,5—4 тыс. пар с тенденцией к уменьшению. | LC                   | [ 50 ]     |
|                                         | Морской зуёк (Charadrius alexandrinus)          | Уязвимая Гнездовая перелётная птица. На Украине гнездится на прибрежных участках Чёрного и Азовского морей, на Сиваше и в Днепропетровской области. Во время кочёвок и миграций может наблюдаться в других частях страны. К началу XXI века численность составляла около 1750—2150 пар. | LC                   | [ 51 ]     |
|                                         | Поручейник (Tringa stagnatilis)                 | Исчезающая Гнездовая, перелётная. До 1950-х годов была обычной гнездовой птицей Полтавской и Харьковской областей, попадалась в Киевской, Черкасской, Днепропетровской областях. Сейчас поселяется почти исключительно в долине среднего течения Десны в пределах Черниговской и Сумской областей. Численность составляет от 50 до 100 пар. | LC                   | [ 52 ]     |
|                                         | Средний кроншнеп (Numenius phaeopus)            | Исчезающая На Украине регулярно встречается во время миграций на морском побережье и редко в западных и центральных областях. Незначительное количество негнездовых птиц встречается летом на морском побережье, отдельные особи зимуют. Численность птиц, мигрирующих через Украину, не известна, но не превышает несколько тысяч особей. | LC                   | [ 53 ]     |
|                                         | Степная тиркушка (Glareola nordmanni)           | Исчезающая Гнездовая, перелётная. В конце XIX — в начале XX века ареал на Украине охватывал побережье Чёрного и Азовского морей от восточных границ страны до Полтавской и Харьковской областей. В последние два десятилетия XX века известны лишь единичные случаи гнездования отдельных пар на юге Украины. | NT                   | [ 54 ]     |
|                                         | Тонкоклювый кроншнеп (Numenius tenuirostris)    | Исчезающая Редкая пролётная. По оценкам, в мире осталось от 50 до 300 особей. На Украине во время миграций наблюдаются отдельные особи и стаи по 7—48 птиц. | CR                   | [ 55 ]     |
|                                         | Ходулочник (Himantopus himantopus)              | Уязвимая Гнездовая, перелётная. На Украине гнездится около Чёрного и Азовского морей: в дельтах рек и на лиманах. Мозаичные поселения случаются в Волынской, Харьковской, Донецкой, Луганской областях, степной части Крыма. Залётных птиц отмечали в Полтавской, Черкасской, Киевской и других областях. На территории Украины гнездится около 8,5—10 тыс. особей. | LC                   | [ 56 ]     |
|                                         | Чеграва (Hydroprogne caspia)                    | Уязвимая Гнездовая, перелётная птица. Гнездится в Азово-Черноморском регионе. Летом характерны перелёты неполовозрелых и холостых птиц. Гнездовая численность вида на Украине колеблется от 300 до 1,1 тыс. пар. | LC                   | [ 57 ]     |
|                                         | Черноголовый хохотун (Larus ichthyaetus)        | Исчезающая Гнездовая, перелётная, изредка зимующая. Гнездится преимущественно в Причерноморье и Приазовье. Популяция за пятьдесят лет выросла с 250—290 до 1,6—2 тыс. пар. | LC                   | [ 58 ]     |
|                                         | Шилоклювка (Recurvirostra avosetta)             | Редкая Гнездовая птица, иногда зимующая. На Украине обычная птица побережья Чёрного и Азовского морей: от Дуная до Восточного Приазовья. Гнездится 5—7 тыс. пар. | LC                   | [ 59 ]     |
| Отряд Совообразные (Strigiformes)       |                                                 | |                      |            |
|                                         | Болотная сова (Asio flammeus)                   | Редкая Оседлая, кочевая птица. Гнездится на всей территории Украины, за исключением Карпатских и Крымских гор. Численность на Украине, вероятно, составляет 850—1700 пар. | LC                   | [ 60 ]     |
|                                         | Бородатая неясыть (Strix nebulosa)              | Редкая Оседлая птица. Распространена на севере Полесья, а также на северо-западе Киевской области. На Украине впервые зарегистрировано гнездование в 1985 году. По состоянию на 2009 год численность оценивается в 20—35 пар. | LC                   | [ 61 ]     |
|                                         | Воробьиный сыч (Glaucidium passerinum)          | Уязвимая Оседлая птица. На Украине распространена в Карпатах, Расточье и на севере Полесья. Численность оценена в 150—350 пар. | LC                   | [ 62 ]     |
|                                         | Длиннохвостая неясыть (Strix uralensis)         | Недостаточно известна Оседлая птица Карпат и Прикарпатья. Общая численность на Украине составляет около 1 тыс. особей, которая растёт в зимний период за счёт миграции птиц с севера. | LC                   | [ 63 ]     |
|                                         | Мохноногий сыч (Aegolius funereus)              | Редкая Оседлая, кочевая птица. На гнездовании в Карпатах (Львовская область), в Полесье (Житомирская, Черниговская, Сумская области), вероятно гнездится в сосновых лесах Крыма и Расточья. | LC                   | [ 64 ]     |
|                                         | Обыкновенная сипуха (Tyto alba)                 | Исчезающая Оседлая птица. Зарегистрирована на гнездовании в западных и центральных областях Украины, а также на севере Одесской области. В негнездовой период может появляться в других районах Украины. Ориентировочно гнездится до 30 пар. | LC                   | [ 65 ]     |
|                                         | Сплюшка (Otus scops)                            | Редкая На Украине перелётная гнездовая птица, встречается на юге лесостепи, в степи, Карпатах и Крыму. На юге Украины и в равнинном Закарпатье — немногочисленная, в других районах — очень редкая. Численность в стране оценена в 2—4 тыс. пар. | LC                   | [ 66 ]     |
|                                         | Филин (Bubo bubo)                               | Редкая Оседлая птица. На территории Украины номинативный подвид Bubo bubo bubo заселяет северные и западные районы, а русский Bubo bubo interpositus — восток страны (преимущественно Луганскую область). На Украине насчитывается около 200 пар. | LC                   | [ 67 ]     |
| Отряд Соколообразные (Falconiformes)    |                                                 | |                      |            |
|                                         | Балобан (Falco cherrug)                         | Уязвимая Гнездовая, перелётная, зимующая. На протяжении второй половины XX века численность сокращалась, в некоторые годы составляла не более 50 пар. Восстановление численности в степной полосе началось с 1980-х годов, по состоянию на 2009 год численность на территории Украины достигала не менее 250—300 пар. | EN                   | [ 68 ]     |
|                                         | Белоголовый сип (Gyps fulvus)                   | Уязвимая Оседлая. На Украине гнездится в Крыму, на территории Крымского заповедно-охотничьего хозяйства, в скалистых обрывах Бабуган-яйлы и других местах. По данным 2002—2006 годов численность вида в Крыму составляет не менее 80-100 особей, из которых гнездится не менее 10-16 пар. На протяжении последних 15 лет крымская популяция стабильна. | LC                   | [ 69 ]     |
|                                         | Беркут (Aquila chrysaetos)                      | Уязвимая Оседлая, перелётная, зимующая. На Украине беркут очень редкий, гнездится только в высокогорных участках Карпат (Львовская, Ивано-Франковская, Черновицкая, Закарпатская области). Сейчас карпатскую популяцию оценивают в 10-15 пар. | LC                   | [ 70 ]     |
|                                         | Большой подорлик (Aquila clanga)                | Редкая Гнездовая, перелётная, изредка зимующая. На Украине современный ареал охватывает северо-западные, северные и, возможно, северо-восточные области. В зимний период изредка встречается в Азово-Черноморском регионе. С середины XX века ареал уменьшился, отступил на север. На 1997 год численность гнездующихся на Украине птиц оценено в 40-60 пар, на 2004 год — В 20-30 пар. Современная численность, вероятно, составляет 10-20 пар. | VU                   | [ 71 ]     |
|                                         | Бурый гриф (Aegypius monachus)                  | Уязвимая Оседлая. Гнездится лишь в Крыму одиночными парами. В других областях редкие залётные птицы. Излюбленные места обитания — верхняя граница леса в высоких горных местах. Крымская популяция бурого грифа не превышает 50 особей, из которых ежегодно гнездится 5-11 пар. | NT                   | [ 72 ]     |
|                                         | Европейский тювик (Accipiter brevipes)          | Исчезающая Гнездовая, перелётная. На Украине гнездится исключительно в Луганской области (долина Северского Донца и низовья его притока — реки Деркул). В течение XX века численность сокращалась, стабилизировалась в 1980—1990-х годах на уровне 40-50 пар. В последние годы наблюдается тенденция к уменьшению численности. Наблюдается общее многолетнее сокращение ареала вида, причины которого до конца не изучены. | LC                   | [ 73 ]     |
|                                         | Змееяд (Circaetus gallicus)                     | Редкая Гнездовая, перелётная. Гнездится преимущественно на Полесье и в лесостепной зоне; встречается в Украинских Карпатах и Крымских горах (до верхней границы лесного пояса). В большинстве областей редкий (местами очень редкий) вид. Численность украинской популяции стала постепенно уменьшаться ещё в середине XX века. По состоянию на 2000 год она была оценена в 30-40 пар, но уже в 2004 году — в 250—300 пар. Это связано с проведением детальных научных исследований. | LC                   | [ 74 ]     |
|                                         | Красный коршун (Milvus milvus)                  | Исчезающая Залетная. На Украине в прошлом гнездилась в незначительном количестве в Закарпатской, Львовской, Волынской, Ровненской, Житомирской, Киевской, Черкасской и Черниговской областях. Сейчас гнездование мало вероятно. | NT                   | [ 75 ]     |
|                                         | Курганник (Buteo rufinus)                       | Редкая Гнездовая, перелётная, зимующая. Распространена в лесостепной, степной полосах и в Крыму. Отдельные пары гнездятся в лесной полосе. На Украине к середине XX века численность значительно сократилась, вид считали исчезнувшим. С 1980—1990-х годов началось увеличение численности. Сейчас гнездится не менее 250 пар. | LC                   | [ 76 ]     |
|                                         | Луговой лунь (Circus pygargus)                  | Уязвимая Гнездовая, перелётная. До гнездового ареала входит почти вся территория Украины кроме Карпат и Крымских гор. В Полесье и лесостепной полосе численность гораздо выше, чем в степной зоне. На территории Украины гнездится примерно 2-3 тыс. пар. | NT                   | [ 77 ]     |
|                                         | Малый подорлик (Aquila pomarina)                | Редкая Гнездовая, перелётная. Распространена на всей правобережной части (кроме южных степей), в северной, северо-восточной и центральной частях Левобережья. На Украине в 1989 году численность оценивали в 200—250 пар. В наше время она составляет 500—100 пар, возможно 1,2-1,5 тыс. Значительная разница между оценками численности в прошлом и в наше время связана, главным образом, с проведением масштабных исследований в последние годы. | LC                   | [ 78 ]     |
|                                         | Могильник (Aquila heliaca)                      | Редкая Гнездовая, перелётная, зимующая. На Украине распространена в пределах лесостепной, отдельных лесных массивах и лесополосах степной зоны, в Крымских горах. Гнездится не менее 100 пар, главным образом на востоке страны (бассейн Северского Донца) и в Крыму. В последние годы наметилась тенденция к увеличению численности в степной полосе. | VU                   | [ 79 ]     |
|                                         | Обыкновенный стервятник (Neophron percnopterus) | Исчезающая Распространена в южных странах Европы, Азии, в Северной Африке (преимущественно горные цепи, высокие береговые обрывы). На Украине в наше время редкая залётная птица. Сравнительно недавно, несколько десятков лет назад, одиночными парами гнездились в скалистых обрывах по берегам Днестра и в горах Крыма. | EN                   | [ 80 ]     |
|                                         | Орёл-карлик (Hieraaetus pennatus)               | Редкая Гнездовая, перелётная. Гнездится главным образом в лесостепной зоне, в степной — в долинах рек и оврагах; в Крыму бывает во время весенней и осенней миграции. Основная популяция сосредоточена на севере Одесской области, в Кировоградской области и на востоке Украины. Численность на Украине в середине XX века заметно уменьшилась, в конце 1980—1990-х годов составляла не менее 450—500 пар. В последнее десятилетие наблюдается стабилизация численности. | LC                   | [ 81 ]     |
|                                         | Орлан-белохвост (Haliaeetus albicilla)          | Редкая Оседлая, кочевая, перелётная. Гнездится вдоль Днепра и его главных притоков, на Северском Донце, Дунае, а также вблизи крупных прудов в других регионах. Во время перелётов встречается по всей Украине. На зимовке — преимущественно вдоль Днепра, в Северо-Западном Причерноморье, на Сиваше и спорадически в других регионах. На Украине на протяжении XIX — первой половины XX века численность катастрофически сокращалась. Её восстановление началось со 2-й половины 1970-х годов. По состоянию на 2009 год гнездится 100—120 пар. Ежегодно зимует 260—370 особей.                                   | LC                   | [ 82 ]     |
|                                         | Полевой лунь (Circus cyaneus)                   | Редкая Гнездовая, перелётная, зимующая. Современный гнездовой ареал на Украине включает некоторые северные районы Полесья и, возможно, часть Западной Украины. Зимует на всей территории страны, преимущественно в степной и лесостепной полосах. Гнездовая популяция вида на Украине насчитывает не более 10-20 пар. | LC                   | [ 83 ]     |
|                                         | Сапсан (Falco peregrinus)                       | Редкая Гнездовая, перелётная, зимующая. На Украине в Карпатах гнездится номинативный подвид, в Крымских горах и на береговых обрывах Крымского полуострова — кавказский подвид, при миграции и зимой на всей территории встречается тундровый подвид. Гнездится около 120—130 пар, из которых 100—110 пар в Крыму. | LC                   | [ 84 ]     |
|                                         | Скопа (Pandion haliaetus)                       | Исчезающая Гнездовая, перелётная. Современная численность на Украине составляет не более 1-2 пар. Уменьшение численности вида отмечается с начала XX века. В 1980—1990-х годах было известно два жилых гнезда в пойме Десны (Черниговская, Сумская область) и одно в Житомирской области. Сейчас достоверно известны два жилых гнезда в Волынской области — в Черемском природном заповеднике (с 2006 года) и национальном природном парке «Припять-Стоход» (с 2008 года). | LC                   | [ 85 ]     |
|                                         | Степная пустельга (Falco naumanni)              | Исчезающая Гнездовая, перелётная. На Украине изредка встречается в степной полосе. На протяжении XX века численность снижалась, но в 1960-е годы на Закарпатье и в Крыму вид был довольно обычным и гнездился колониями до 400 пар (Крым). В 1990-е годы единичные пары встречались в Донецкой области и Крыму. В последние годы гнездования редких пар возможны в Крыму, но не исключено, что вид уже исчез с гнездовой фауны Украины. | VU                   | [ 86 ]     |
|                                         | Степной лунь (Circus macrourus)                 | Исчезающая На Украине ещё в середине XX века был довольно обычным видом почти всей степной полосы, но потом исчез из гнездования на всей территории, и в последние годы случаев гнездования также не наблюдалось. Сейчас очень редко встречается во время перелётов. | NT                   | [ 87 ]     |
|                                         | Степной орёл (Aquila rapax)                     | Исчезающая Залётная. Ещё в конце прошлого века была не только обычной, но также фоновой птицей многих степей, но впоследствии почти полностью исчезла с территории Украины. Последний случай гнездования на территории Украины был зафиксирован в 1980-е годы в заповеднике «Аскания-Нова». В настоящее время является залётной в степной зоне. | LC                   | [ 88 ]     |
|                                         | Чёрный коршун (Milvus migrans)                  | Уязвимая Гнездовая, перелётная, изредка зимующая. На Украине гнездится практически на всей территории, за исключением Крыма и высокогорных районов Карпат. На Украине гнездится около 2 тыс. особей. В течение последних 30 лет численность популяции сократилась в 3—5 раз. | LC                   | [ 89 ]     |

### Комментарии
1. 1 2 3 4 5 6 7 8 9 10 11 12 13 14 15 16 17 18 19 20 21 22 23 24 25 26 27 28 29 30 31 32  Бо́льшая часть Крымского полуострова с 2014 года является объектом территориальных разногласий между Россией, контролирующей спорную территорию, и Украиной, в пределах признанных большинством государств — членов ООН границ которой спорная территория находится. Согласно федеративному устройству России, на спорной территории Крыма располагаются субъекты Российской Федерации — Республика Крым и город федерального значения Севастополь. Согласно административному делению Украины, на спорной территории Крыма располагаются регионы Украины — Автономная Республика Крым и город со специальным статусом Севастополь.